# Fölkersahm (Adelsgeschlecht)

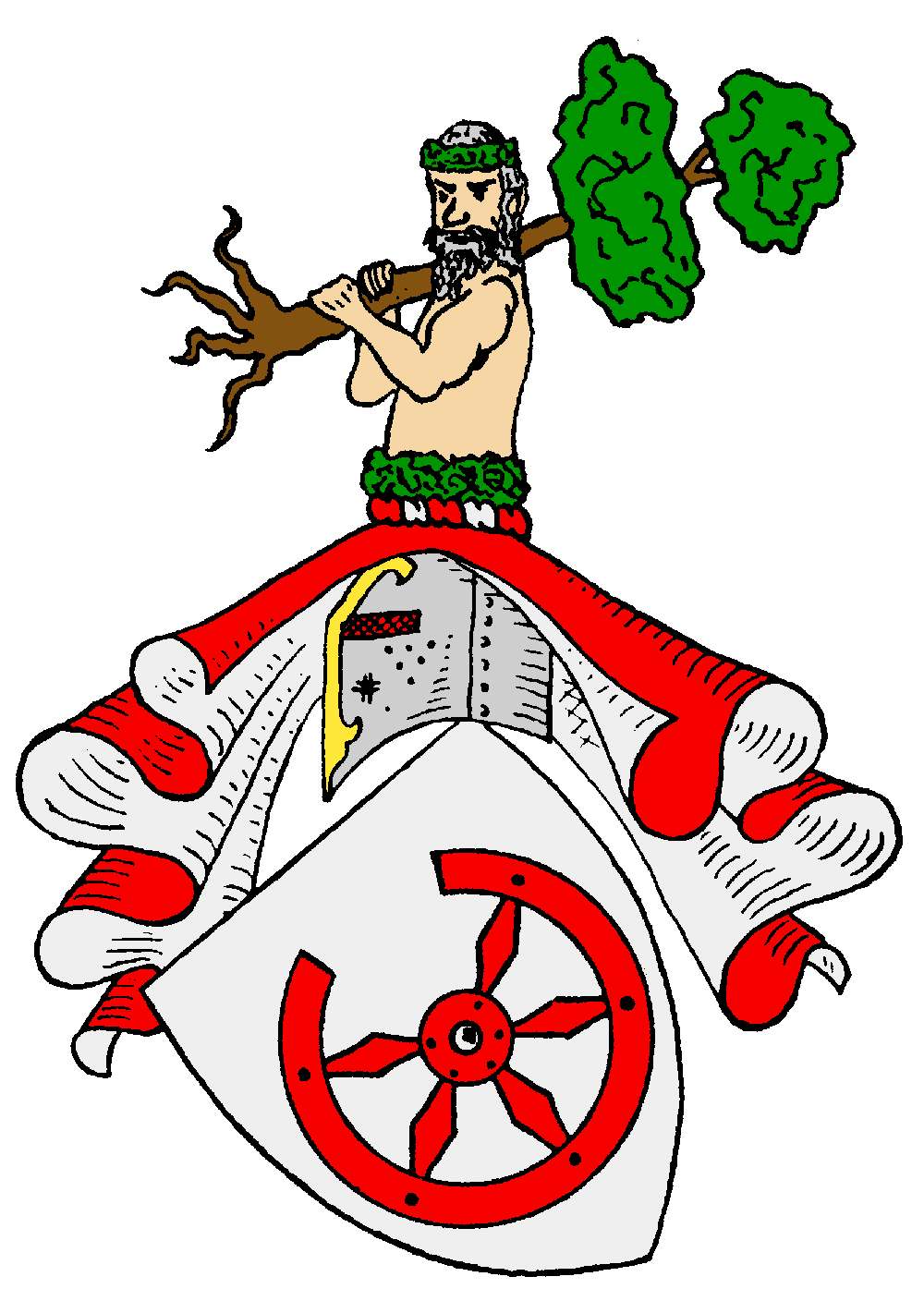
Wappen derer von Fölkersahm

Fölkersahm (andere Schreibweisen Fölckersahm, Foelckersahm, Fölkersam, Foelkersam, Fölckersam, Foelckersahm, Fölkersamb, Völckersahm, Voelckersahm, Völckersam, Voelckersam, Völkersahm, Völkersam, russisch Фёлькерзам, Transkription: Folkersam, englisch auch Felkerzam) ist der Name eines niedersächsischen Adelsgeschlechts.

## Geschichte
Das Geschlecht entstammt dem niedersächsischen Uradel und entlehnt seinen Namen höchstwahrscheinlich dem Ort Volkersem bei Springe. Mit Heinricus de Volckersen wurde die Familie urkundlich 1244 erstmals erwähnt und muss gegen Ende des 14. Jahrhunderts bereits in Livland eingewandert sein. Die sichere Stammreihe des kurländisch-deutschen Stammes beginnt mit Johann von Fölkersam (* um 1480–1557), der das Waldhausensche Jahrgut im Rossittenschen besaß und seit 1519 mit Kalkuhnen belehnt war. Das Geschlecht erhielt 1620 das kurländische und 1747 das livländische Indigenat. 1853 und 1862 wurden Angehörige in den russischen Freiherrenstand gehoben. Die Familie besteht gegenwärtig fort.

## Wappen

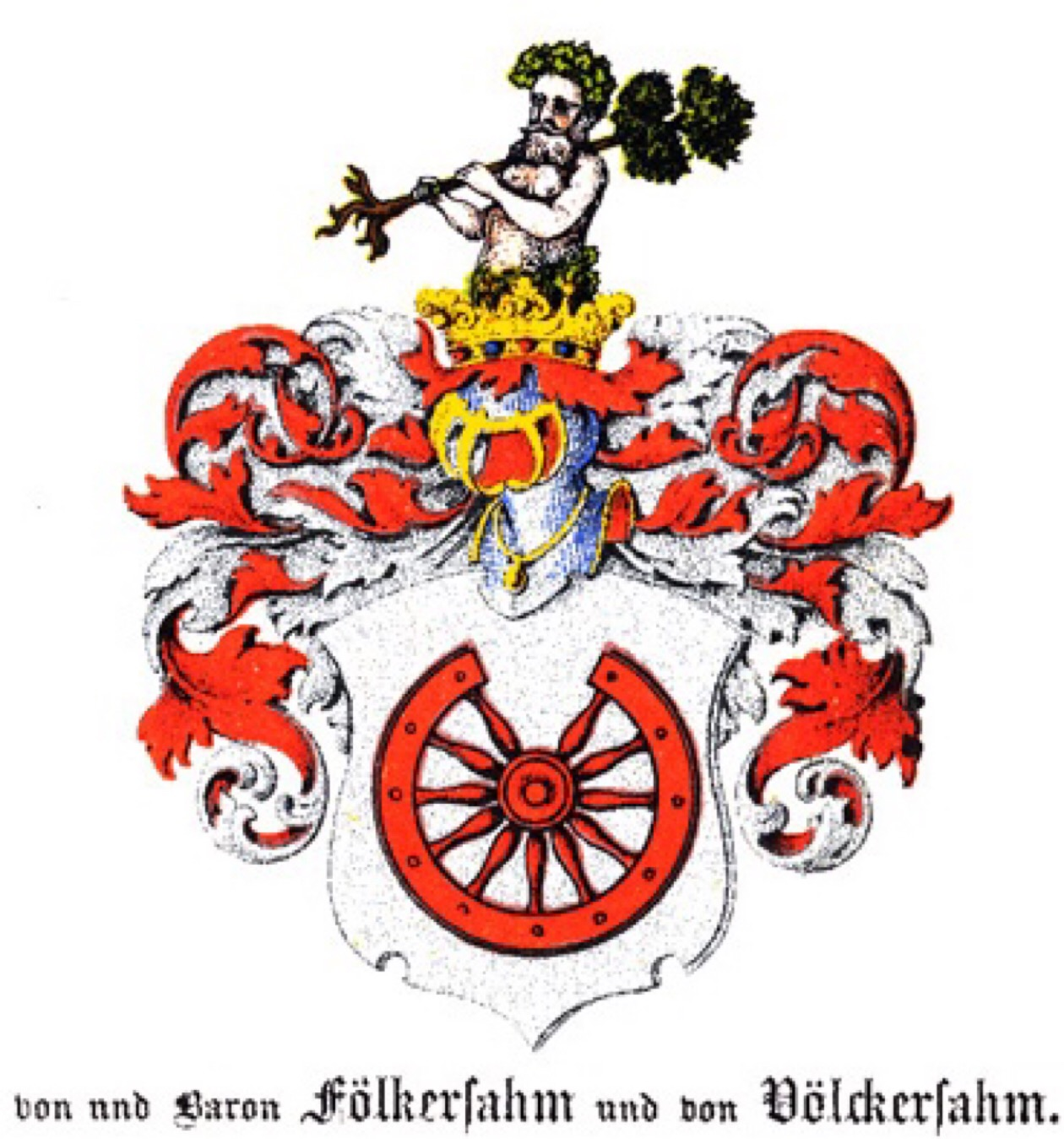

Ursprünglich wurde ein vierspeichiges Wagenrad, dessen unterste Speiche mit dem daranhängenden Felgenstück fehlt, im Schild geführt. Später in Silber ein zwölfspeichiges, rotes Wagenrad, dessen oberste (12.) Speiche nebst dem daranhängenden Felgenstück fehlt (das Rad vielfach auch ganz, zwölf- bzw. achtspeichig und blau oder golden). Das heutige Wappen zeigt in Silber ein fünfspeichiges rotes Rad, dessen oberste Speiche nebst Felgenstück fehlt. Auf dem gekrönten Helm mit rot-silbernen Decken ein wachsender, laubumgürteter und -umkränzter, grauhaariger und -bärtiger wilder Mann, auf der rechten Schulter (mit beiden Händen gefasst) einen ausgerissenen, doppelwipfeligen, grünen Laubbaum tragend.

## Familienmitglieder (chronologisch)
- Melchior von Fölckersam (1601–1665), kurländischer Staatsmann
- Wilhelm von Völkersahm (1712–1791), livländischer Generalleutnant[3]
- Gustav Georg von Völckersahm (1734–1801), Diplomat
- Jakob Joachim von Völckersahm (1759–1810), livländischer General der Artillerie
- Georg Friedrich von Fölkersahm (1764–1848), Gouverneur von Livland
- Gustaw Jefimowitsch von Fölkersahm (1799–1849), russischer Generalmajor
- Hamilkar von Fölkersahm (1811–1856), livländischer Landmarschall
- Dmitri Gustawowitsch von Fölkersahm (1846–1905), russischer Admiral
- Hamilcar von Foelkersam (1854–1929), kurländischer Abgeordneter der Reichsduma
- Kurt von Fölkersamb (1857–1928), deutscher Generalleutnant im Ersten Weltkrieg
- Magnus Conrad Armin von Fölkersam (1861–1917), russischer Kunsthistoriker
- Hans-Henning von Fölkersamb (1889–1984), deutscher Generalmajor im Zweiten Weltkrieg
- Dina von Foelkersam (1893–1942), Schriftstellerin[4]
- André Foelckersam (1903–1962), Schriftsteller
- Adrian von Fölkersam (1914–1945), deutscher Offizier der Waffen-SS